# Схалк Бритс
Шалк Бритс (енгл. Schalk Brits; 16. мај 1981) професионални је рагбиста и репрезентативац Јужноафричке Републике, који тренутно игра за премијерлигаша Сараценсе. Висок 182 цм, тежак 100 кг, Бритс је пре Сараценса играо за Вестерн Провинс, Голден Лајонсе, Стормерсе и Кетсе. За "спрингбоксе" је до сада одиграо 10 тест мечева и постигао 1 есеј.